# Karl Rübel
Karl Rübel (16 de agosto de 1895 - 8 de marzo de 1945) fue un general alemán durante la II Guerra Mundial. Fue condecorado con la Cruz de Caballero de la Cruz de Hierro de la Alemania Nazi. Rübel murió en combate el 8 de marzo de 1945 en las cercanías de Schivelbein, Pomerania, durante el curso de la Ofensiva soviética de Pomerania Oriental.

## Condecoraciones
- Cruz de Caballero de la Cruz de Hierro el 13 de enero de 1945 como Generalleutnant y comandante de la 163. Infanterie-Division[1]